# San Rafael, Cunduacán
San Rafael är en ort i Mexiko.   Den ligger i kommunen Cunduacán och delstaten Tabasco, i den sydöstra delen av landet, 600 km öster om huvudstaden Mexico City. San Rafael ligger 16 meter över havet och antalet invånare är 402.
Terrängen runt San Rafael är mycket platt. Runt San Rafael är det ganska tätbefolkat, med 155 invånare per kvadratkilometer. Närmaste större samhälle är Cárdenas, 17,5 km sydväst om San Rafael. Trakten runt San Rafael består till största delen av jordbruksmark.